# Святой Иван (остров)
Святой Иван (болг. Свети Иван) — самый большой болгарский остров на Чёрном море. Площадь острова 0,66 км², он находится недалеко от города Созопол и расположен рядом с островами Святой Пётр и Святой Кирилл. На острове есть маяк.

## История острова
У острова богатая история. В VII—IV веках до н. э. на острове было фракийское святилище, затем — греческий храм Бога Аполлона, с 13-метровой бронзовой статуей.
В 2010 году румынскими археологами при раскопках церкви на острове Святой Иван была найдена под алтарём церкви мраморная коробка длиной около 15 сантиметров с человеческими костями, а рядом саркофаг из туфа с надписью на древнегреческом языке «Боже, спаси раба Твоего Фому. Св. Иоанну. 24 июня». Согласно радиоуглеродному анализу, кости принадлежали человеку, жившему в середине I века нашей эры. Анализ ДНК костей показал, что они принадлежали одному человеку, имевшему ближневосточное происхождение.